# Reguengo Grande
Reguengo Grande ist eine Gemeinde (Freguesia) im portugiesischen Kreis Lourinhã. In ihr leben 1486 Einwohner (Stand 19. April 2021).